# Charles Stewart, 3.º Duque de Richmond
Charles Stewart, 3.º Duque de Richmond KG (7 de março de 1639 – Dezembro de 1672) foi um nobre inglês que era primo em quarto grau de Carlos II da Inglaterra, sendo ambos descendentes na linha masculina de John Stewart, 3.º Conde de Lennox .  

## Vida pregressa
Ele era o único filho e herdeiro de George Stewart, 9.º Seigneur de Aubigny, com sua esposa Lady Katherine Howard, filha de Theophilus Howard, 2.º Conde de Suffolk. Ele era neto de Esmé Stewart, 3.º Duque de Lennox. 

## Carreira
Em 10 de dezembro de 1645, ele foi criado Barão Stuart de Newbury, Berkshire, e Conde de Lichfield, títulos conferidos a ele "para perpetuar os títulos que deveriam ter sido conferidos a seu tio" Lorde Bernard Stewart, filho mais novo do Duque de Lennox, que havia sido morto na Batalha de Rowton Heath na Guerra Civil Inglesa em setembro daquele ano. 
Em janeiro de 1658, Charles Stewart exilou-se na França e fixou residência na casa de seu tio, Ludovic Stewart, 10.º Senhor de Aubigny.  No ano seguinte, ele caiu no descontentamento do Conselho de Estado do Protetorado, e mandados foram emitidos para apreender sua pessoa e bens. 
Ele retornou à Inglaterra com o Rei Carlos II em 1660, na Restauração da Monarquia e sentou-se no Parlamento da Convenção, mostrando grande animosidade para com os apoiadores da Comunidade.  Com a morte de sua prima de 10 anos, Esmé Stewart, em 10 de agosto de 1660, ele sucedeu como 3º duque de Richmond e 6º duque de Lennox.  No mesmo ano, ele foi nomeado Grande Camareiro Hereditário da Escócia, Grande Almirante Hereditário da Escócia e Lorde-Tenente de Dorset. Em 15 de abril de 1661 foi investido com a Ordem da Jarreteira . 
Por volta de 1660, ele construiu Richmond House no local do campo de boliche do Palácio de Whitehall de Henrique VIII .  Ele também era dono (e ampliava) do Cobham Hall, no Condado de Kent.
Com a morte de seu tio, Ludovic Stuart, ele o sucedeu como 12.º Senhor de Aubigny, título pelo qual prestou homenagem por procuração ao Rei Luís XIV da França em 11 de maio de 1670. Em julho de 1667, com a morte de sua prima, Mary Butler, condessa de Arran, ele se tornou Barão Clifton. Em 4 de maio de 1668, foi nomeado Lorde Tenente e Vice-Almirante de Kent, juntamente com o Conde de Winchilsea,  e comandou um dos regimentos da Milícia de Kent 
Em 1671, ele foi enviado como embaixador à corte dinamarquesa para persuadir a Dinamarca a se juntar à Inglaterra e à França em um ataque planejado aos holandeses. Enquanto estava em Elsinore   em 1672, ele morreu afogado, aos 33 anos. 

## Vida pessoal
Carlos Stewart se casou três vezes, mas não teve filhos. Em primeiro lugar, depois de junho de 1659, para Elizabeth Rogers, e depois de sua morte, em segundo lugar, em 31 de março de 1662, para Margaret Banaster, viúva de William Lewis, que morreu em 1666. 
Seu terceiro casamento foi em março de 1667, com Frances Teresa Stewart (1647–1702), neta de Walter Stewart, 1.º Lorde Blantyre, conhecido na corte como "La Belle Stuart" , que era desejada pelo primo de Richmond, o Rei Carlos II, como amante.
Richmond morreu em dezembro de 1672 e foi enterrado na Abadia de Westminster em 20 de setembro de 1673. Como ele morreu sem descendência, seus títulos foram extintos, com exceção do de Barão Clifton, que passou com a maior parte de sua propriedade para sua irmã Katherine, Lady O'Brien. Sua esposa, no entanto, recebeu as propriedades de Lennox para o resto da vida.  Em 1675, os títulos Duque de Richmond, Duque de Lennox e Conde de March foram ressuscitados para Carlos Lennox, 1.º Duque de Richmond e Lennox, filho ilegítimo do Rei Carlos II com sua amante Louise de Kérouaille.